# Lista över Indiens statsöverhuvuden
Lista över Indiens statsöverhuvuden

## Innan indisk självständighet

### Brittiska monarker
| Namn Svenska · Engelska   | Bild | Födelse | Tillträde                                                                                        | Frånträde                                                                                     | Död                                                                   | Källor |
| ------------------------- | ---- | --- | ------------------------------------------------------------------------------------------------ | --------------------------------------------------------------------------------------------- | --------------------------------------------------------------------- | ------ |
| Viktoria (Victoria)       |      | 24 maj 1819 på slottet Kensington Palace dotter till Georg III:s son Edvard och Viktoria av Sachsen-Coburg-Saalfeld | Utropad i till Indiens kejsarinna i Storbritannien 28 april 1876 Utropad i Indien 1 januari 1877 | 22 januari 1901 på kungliga residenset Osborne House på Isle of Wight                         | 22 januari 1901 på kungliga residenset Osborne House på Isle of Wight |        |
| Edvard VII (Edward VII)   |      | 9 november 1841 på slottet Buckingham Palace son till drottning Viktoria och Albert av Sachsen-Coburg-Gotha         | Kejsare 22 januari 1901 vid Viktorias död                                                        | 6 maj 1910 på slottet Buckingham Palace                                                       | 6 maj 1910 på slottet Buckingham Palace                               |        |
| Georg V (George V)        |      | 3 juni 1865 på residenset Marlborough House son till Edvard VII och Alexandra av Danmark                            | Kejsare 6 maj 1910 vid Edvard VII:s död                                                          | 20 januari 1936 på residenset Sandringham House                                               | 20 januari 1936 på residenset Sandringham House                       |        |
| Edvard VIII (Edward VIII) |      | 23 juni 1894 på residenset White Lodge son till Georg V och Mary av Teck                                            | Kejsare 20 januari 1936 vid Georg V:s död                                                        | 11 december 1936 abdikerade för att kunna gifta sig med Wallis Simpson                        | 28 maj 1972 i Bois de Boulogne i Paris                                |        |
| Georg VI (George VI)      |      | 14 december 1895 på residenset Sandringham House son till Georg V och Mary av Teck                                  | Kejsare 11 december 1936 vid Edvard VIII:s abdikation                                            | 22 juni 1948 avsade sig titeln efter att Indien blivit självständigt från Storbritannien 1947 | 6 februari 1952 på residenset Sandringham House                       |        |
| Namn Svenska · Engelska   | Bild | Födelse | Tillträde                                                                                        | Frånträde                                                                                     | Död                                                                   | Källor |

Kung Georg VI avsade sig värdigheten som kejsare av Indien när landet blev självständigt, men var formellt sett fortfarande dess statschef tills Indien blev republik 1950.
I Pakistan, som också hade ingått i Brittiska Indien, fortsatte den brittiske monarken som statschef i samväldesriket till dess att Pakistan blev en republik den 23 mars 1956.

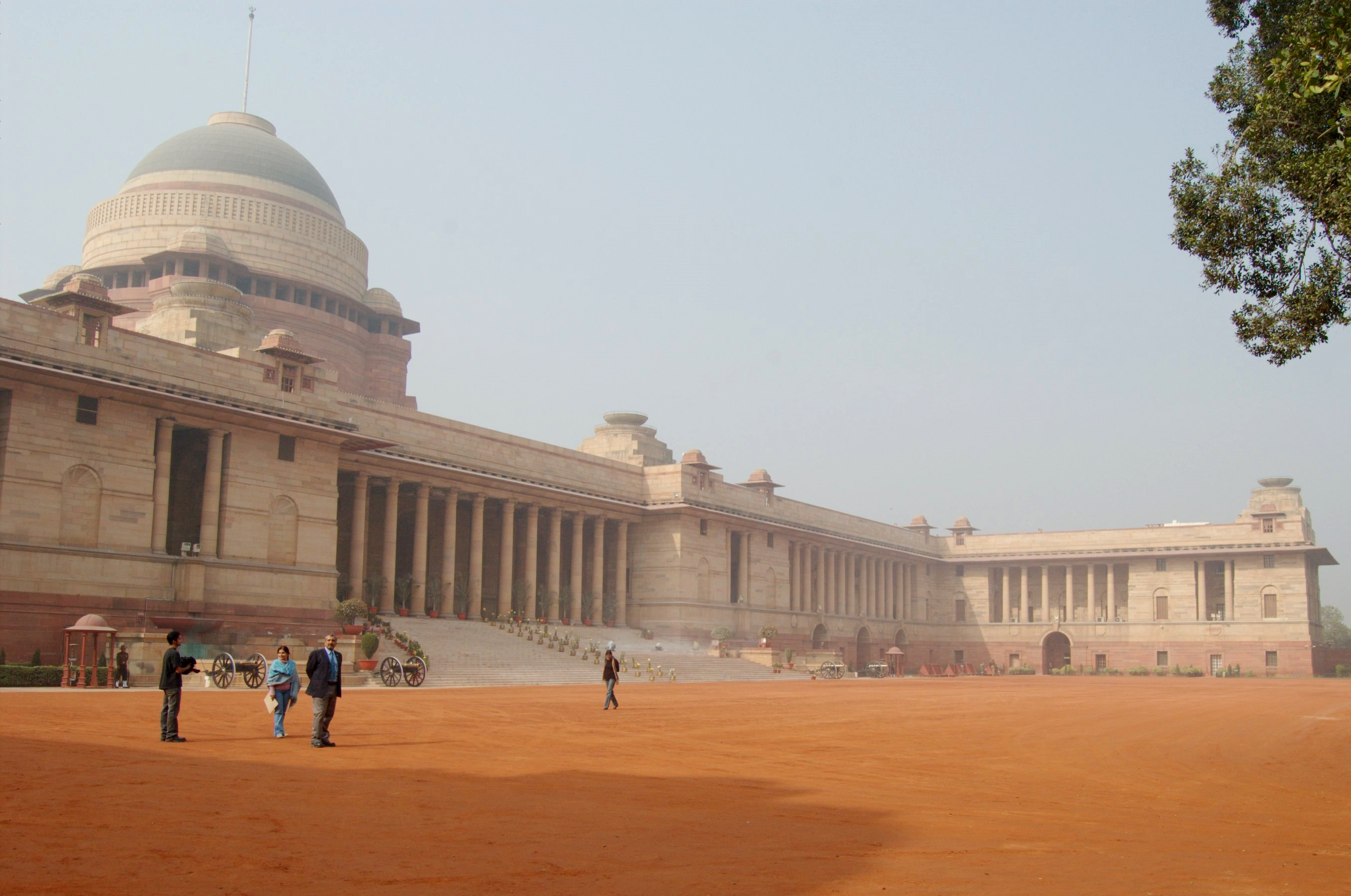
Rashtrapati Bhavan (ursprungligen Viceroy's House) i New Delhi var från 1929 vicekungens residens och är från 1950 residens för Indiens president.

### Generalguvernörer från 1858 till 1947
1. 1 november 1858 - 21 mars 1862 Charles Canning, 2:e viscount Canning (från 1859 earl Canning)
2. 21 mars 1862 - 20 november 1863 James Bruce, 8:e earl av Elgin
3. 21 november 1863 - 2 december 1863 Sir Robert Napier (tillförordnad)
4. 2 december 1863 - 12 januari 1864 Sir William Denison (tillförordnad)
5. 12 januari 1864 - 12 januari 1869 Sir John Lawrence
6. 12 januari 1869 - 8 februari 1872 Richard Bourke, 6:e earl av Mayo
7. 9 februari 1872 - 23 februari 1872 Sir John Strachey (tillförordnad)
8. 24 februari 1872 - 3 maj 1872 Francis Napier, 10:e lord Napier (tillförordnad)
9. 3 maj 1872 - 12 april 1876 Thomas Baring, 2:e baron Northbrook
10. 12 april 1876 - 8 juni 1880 Robert Bulwer-Lytton, 2:e baron Lytton
11. 8 juni 1880 - 13 december 1884 George Robinson, 1:e markis av Ripon
12. 13 december 1884 - 10 december 1888 Frederick Hamilton-Temple-Blackwood, 1:e earl av Dufferin
13. 10 december 1888 - 11 oktober 1894 Henry Petty-FitzMaurice, 5:e markis av Lansdowne
14. 11 oktober 1894 - 6 januari 1899 Victor Bruce, 9:e earl av Elgin
15. 6 januari 1899 - 18 november 1905 George Curzon, 1:e baron Curzon av Kedleston
16. 18 november 1905 - 23 november 1910 Gilbert Elliot-Murray-Kynynmound, 4:e earl av Minto
17. 23 november 1910 - 4 april 1916 Charles Hardinge, 1:e baron Hardinge av Penshurst
18. 4 april 1916 - 2 april 1921 Frederic Thesiger, 3:e baron Chelmsford
19. 2 april 1921 - 10 april 1925 Rufus Isaacs, 1:e earl av Reading
20. 10 april 1925 - 3 april 1926 Victor Bulwer-Lytton, 2:e earl av Lytton (tillförordnad)
21. 3 april 1926 - 29 juni 1929 E. F. L. Wood, 1:e baron Irwin
22. 29 juni 1929 - 18 april 1931 George Goschen, 2:e viscount Goschen (tillförordnad i lord Irwins ställe)
23. 18 april 1931 - 18 april 1936 Freeman Freeman-Thomas, 1:e earl av Willingdon
24. 18 april 1936 - 1 oktober 1943 Victor Hope, 2:e markis av Linlithgow
25. 1 oktober 1943 - 21 februari 1947 Archibald Wavell, 1:e Viscount Wavell
26. 21 februari 1947 - 15 augusti 1947 Louis Mountbatten, 1:e viscount Mountbatten av Burma

## Indisk självständighet

### Generalguvernörer från 1947 till 1950
1. 15 augusti 1947 – 21 juni 1948 Louis Mountbatten, 1:e viscount Mountbatten av Burma
2. 21 juni 1948 – 26 januari 1950 Rajaji

### Listor över presidenter sedan 1950
| Nr  | Bild | Namn                    | Tillträdde      | Avgick           |
| --- | ---- | ----------------------- | --------------- | ---------------- |
| 1.  |      | Rajendra Prasad         | 26 januari 1950 | 13 maj 1962      |
| 2.  |      | S. Radhakrishnan        | 13 maj 1962     | 13 maj 1967      |
| 3.  |      | Zakir Hussain           | 13 maj 1967     | 3 maj 1969       |
| 4.  |      | Varahagiri Venkata Giri | 24 augusti 1969 | 24 augusti 1974  |
| 5.  |      | Fakhruddin Ali Ahmed    | 24 augusti 1974 | 11 februari 1977 |
| 6.  |      | Neelam Sanjiva Reddy    | 25 juli 1977    | 25 juli 1982     |
| 7.  |      | Giani Zail Singh        | 25 juli 1982    | 25 juli 1987     |
| 8.  |      | R. Venkataraman         | 25 juli 1987    | 25 juli 1992     |
| 9.  |      | S.D. Sharma             | 25 juli 1992    | 25 juli 1997     |
| 10. |      | K.R. Narayanan          | 25 juli 1997    | 25 juli 2002     |
| 11. |      | A.P.J.Abdul Kalam       | 25 juli 2002    | 25 juli 2007     |
| 12. |      | Pratibha Patil          | 25 juli 2007    | 25 juli 2012     |
| 13. |      | Pranab Mukherjee        | 25 juli 2012    | 25 juli 2017     |
| 14. |      | Ram Nath Kovind         | 25 juli 2017    | 25 juli 2022     |
| 15. |      | Droupadi Murmu          | 25 juli 2022    | —                |